# Arnold Huber
Arnold Huber (Brunico, 11 settembre 1967) è un ex slittinista ed ex bobbista italiano.
È fratello di Norbert, Günther e Wilfried, a loro volta ex atleti di sport della slitta di alto livello.

## Biografia
Ha iniziato l'attività agonistica nella disciplina dello slittino nelle varie categorie giovanili nella specialità del singolo, ottenendo quale migliore risultato una medaglia di bronzo ai campionati mondiali juniores.
A livello assoluto ha conquistato il primo podio nella Coppa del Mondo il 17 dicembre 1989 nel singolo ad Igls (2°), successivamente è salito altre sette volte sul podio di Coppa, senza però mai centrare la vittoria.
Nel suo palmarès spicca la vittoria del titolo mondiale nel singolo a Winterberg 1991, ma sempre nei campionati mondiali ha conquistato altre due medaglie, una d'argento ed una di bronzo. Oltre a ciò ha ottenuto una medaglia di bronzo nei campionati europei.
Ha partecipato ad una sola edizione dei Giochi Olimpici Invernali, quella di Lillehammer 1994, occasione in cui hanno preso parte anche i suoi altri tre fratelli ed in cui è stato l'unico della famiglia a non cogliere la medaglia, giungendo ai piedi del podio nella specialità del singolo subito dietro ad un giovanissimo Armin Zöggeler.
Proprio l'ascesa del giovane atleta di Merano ed in generale la grande concorrenza interna in quegli anni -infatti la squadra azzurra di quel periodo era composta anche da Gerhard Plankensteiner, Oswald Haselrieder e dai suoi fratelli Norbert e Wilfried- che era stata causa della sua esclusione dalle Olimpiadi di Albertville 1992 nonostante fosse campione del mondo in carica, è stato uno dei motivi principali che lo hanno spinto a lasciare lo slittino per passare al bob, seguendo le orme del fratello Günther, che però non è riuscito ad eguagliare nei risultati, anche se non sono da dimenticare un quarto ed un quinto posto ai campionati europei di bob. Si è ritirato dall'attività agonistica al termine della stagione 2001/02.
Dopo aver fatto parte dello staff tecnico della nazionale italiana di slittino, ha ricoperto lo stesso ruolo in quella del bob.

## Palmarès

### Slittino

#### Mondiali
- 3 medaglie:
  - 1 oro (singolo a Winterberg 1991);
  - 1 argento (gara a squadre a Calgary 1990);
  - 1 bronzo (gara a squadre a Winterberg 1991).

#### Europei
- 1 medaglia:
  - 1 bronzo (gara a squadre ad Igls 1990).

#### Mondiali juniores
- 1 medaglia:
  - 1 bronzo (singolo a Schönau am Königssee 1986).

#### Coppa del Mondo
- 8 podi (tutti nel singolo):
  - 3 secondi posti;
  - 5 terzi posti.